# Hrafns saga Sveinbjarnarsonar
Hrafns saga Sveinbjarnarsonar es una de las sagas de los islandeses de autor anónimo y pertenece a la colección de la saga Sturlunga. Su protagonista, Hrafn Sveinbjarnarson, fue un goði y escaldo islandés que vivió en el siglo XIII. Contiene una abundante información sobre personajes y asuntos de la Islandia medieval entre la década de 1180 hasta 1217, el comienzo de la guerra civil islandesa, más conocida como Sturlungaöld, pero también un periodo de gran creatividad en la escritura. La historia ofrece una detallada rutina sobre la vida cotidiana, derecho marítimo, enemistades y venganzas, medicina, superstición y actitudes cristianas y laicas.